# Włodzimierz Gniewosz

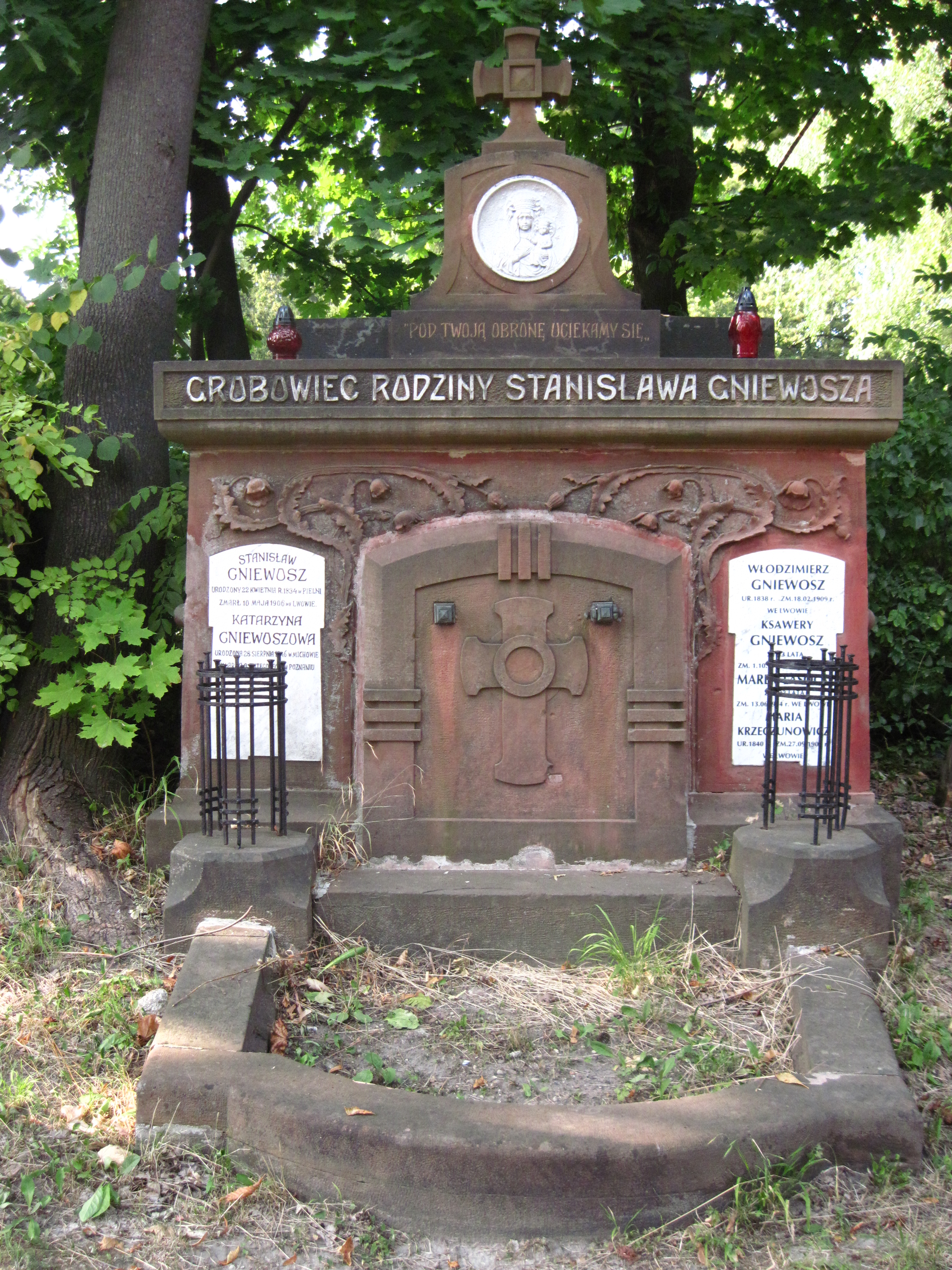
Grobowiec Gniewoszów na Cmentarzu Łyczakowskim

Włodzimierz Hipolit Gniewosz z Oleksowa herbu Rawicz (ur. 1838, zm. 18 lutego 1909) – polski ziemianin, oficer wojskowy, polityk galicyjski, poseł do Rady Państwa.

## Życiorys
Urodził się w 1838 lub w 1841. Syn Aleksandra Izydora Gniewosza (1799-1861) i Karoliny z domu Ostaszewskiej herbu Ostoja (1809-1861, córka Sebastiana Ostaszewskiego). Jego braćmi byli Antoni (1832-1903), Stanisław (1834-1906). Wychowywał się w majątku rodzinnym w Trzciańcu. Był cioteczno-stryjecznym bratem innego znanego polityka galicyjskiego, Edwarda Gniewosza oraz dalekim kuzynem Jana Nepomucena Gniewosza. 
Od 1852 do 1859 nosił tytuł c. k. pazia. Od tego czasu sympatię do niego miał cesarz Franciszek Józef I. Uczył się w Theresianum. W 1858 wstąpił do Armii Cesarstwa Austriackiego. Od około 1858 był podporucznikiem 2 klasy w szeregach 6 pułku kirasjerów (służył tam wtedy jego stryjeczny brat, rtm. Zygmunt Gniewosz), zaś od około 1864 podporucznikiem 1 klasy, od około 1867 nadporucznikiem w jednostce przemianowanej około 1868 na 6 pułku dragonów ze sztabem w Gosswardein. W trakcie swojej służby brał udział w wojnie francusko-austriackiej (1858-1859) i w wojnie prusko-austriackiej (1866). Po utworzeniu C. K. Armii w 1868 został zweryfikowany w stopniu nadporucznika kawalerii ze starszeństwem z dniem 1 maja 1866. Początkowo pozostawał oficerem 6 Morawskiego pułku dragonów, a około 1870/1871 służył w szeregach 9 Bukowińskiego pułku dragonów w Czegléd (w sztabie był tam ponownie jego krewny, ppłk Zygmunt Gniewosz). Około 1870 wystąpił z wojska. W 1880 jako nadporucznikowi w stanie spoczynku został mu przyznany charakter rotmistrza ad honores.
Po odejściu ze służby wojskowej osiadł w dobrach Potok Złoty koło Buczacza i tam gospodarował na roli. Przyczynił się do odbudowy miasteczka oraz zbudował tzw. Dwór Gniewoszów. Był właścicielem dóbr w Sieniawie. Udzielał się w życiu publicznym, w organizacjach samorządowych i gospodarczych Galicji. Oddawał się pracy w Radzie powiatowej, w komisji Centralnego Towarzystwa Gospodarczego, był delegatem Galicyjskiego Towarzystwa Kredytowego Ziemskiego, w Towarzystwie Ubezpieczeń Wzajemnych (wiceprezes Rady nadzorczej m.in. w 1902). Członek i działacz Galicyjskiego Towarzystwa Gospodarskiego, członek jego Komitetu (28 czerwca 1884 – 24 czerwca 1904). W 1886 został przewodniczącym komitetu z założenia kolonii leczniczej wakacyjnej w Rymanowie. 2 sierpnia 1898 otrzymał tytuł honorowego obywatelstwa Buczacza.
6 stycznia 1866 został mianowany c. k. podkomorzym Jego Ces. Kr. Apost. Mości (przyrzeczenie złożył 22 stycznia 1866). Trzykrotnie piastował mandat do austriackiej Rady Państwa w Wiedniu: kadencji VIII (1891-1897) (wybrany w miejsce Mieczysława Urbańskiego, który złożył mandat), IX (1897-1900), X (1901-1907), jako reprezentant wielkiej własności z powiatów Sanok, Brzozów, Lesko, Krosno. Należał do najaktywniejszych członków Koła Polskiego. Należał do Unii Międzyparlamentarnej. Był wybierany z okręgu sanockiego na Podkarpaciu. Wraz z bratem Stanisławem (posłem na Sejm Krajowy Galicji) reprezentował poglądy konserwatystów krakowskich. 8 listopada 1898, gdy jeden z posłów (Wolf) nazwał Polaków z trybuny „narodem pasożytów”, Włodzimierz Gniewosz zaprotestował w imieniu Koła Polskiego, że żaden „ulicznik” nie jest w stanie obrazić narodu polskiego. Wynikł z tego pojedynek na szable, w którym Gniewosz został ranny w ramię. Ów incydent przysporzył Gniewoszowi dużą popularność w ojczyźnie.
Był żonaty z Marią z Krzeczunowiczów, a ich dziećmi byli: Włodzimierz (1876–1944, późniejszy właściciel Sieniawy, wiceminister, komisarz w ministerstwie), Aleksander (1872-1930), Izydora (zamężna z Feliksem Gniewoszem), Zofia (zamężna z Tadeuszem Cybulskim), Julia. Jego wnukiem był Aleksander Gniewosz (1920-2003).
Zmarł po dłuższej chorobie w wyniku zakażenia krwi 18 lutego 1909 w Wiedniu. Stamtąd zwłoki przewieziono do Lwowa, gdzie 22 lutego 1909 odbył się pogrzeb. Został pochowany w grobowcu rodzinnym na Cmentarzu Łyczakowskim we Lwowie (data urodzenia na nagrobku podała rok 1841).

## Odznaczenia
- Krzyż Komandorski Orderu Franciszka Józefa (1902)[40]
- Order Korony Żelaznej III klasy (1898)[41]